# Березно (озеро, Пригородная волость Пустошкинского района)
Березно — озеро в Пригородной волости Пустошкинского района Псковской области.
Площадь — 2,5 км² (254,0 га; с островами — 2,6 км² или 259,5 га). Максимальная глубина — 8,0 м, средняя глубина — 3,0 м.
На берегу озера расположены деревни: Баконово, Ясная Поляна, Сипкино.
Проточное. Относится к бассейну реки Фролянка, притока Неведрянки, которые, в свою очередь, относятся к бассейну Великой.
Тип озера лещово-уклейный с судаком. Массовые виды рыб: щука, окунь, плотва, лещ, язь, линь, налим, ерш, красноперка, вьюн, пескарь, уклея, густера, карась; широкопалый рак (единично).
Для озера характерно: в литорали — песок, камни, галька, заиленный песок, в центре — ил, заиленный песок, камни; в прибрежье — леса, луга, огороды.